# سكيتوت (رود آيلاند)
سكيتوت (بالإنجليزية: Scituate)‏ هي بلدة تقع بولاية رود آيلاند في الولايات المتحدة. تبلغ مساحتها 141.9 (كم²)، وترتفع عن سطح البحر 134 م، بلغ عدد سكانها 10329 نسمة في عام 2010 حسب إحصاء مكتب تعداد الولايات المتحدة وتصل الكثافة السكانية فيها 81.9 نسمة/كم2.

## أعلام
- إيزكيل كورنيل

## وصلات خارجية
- Town of Scituate
- The US50 - Cities and Towns in Rhode Island State
- Rhode Island Cities and Towns, Facts, Map, Flag, Colleges, Government, and More